# تجربة المجال الليزري القمري

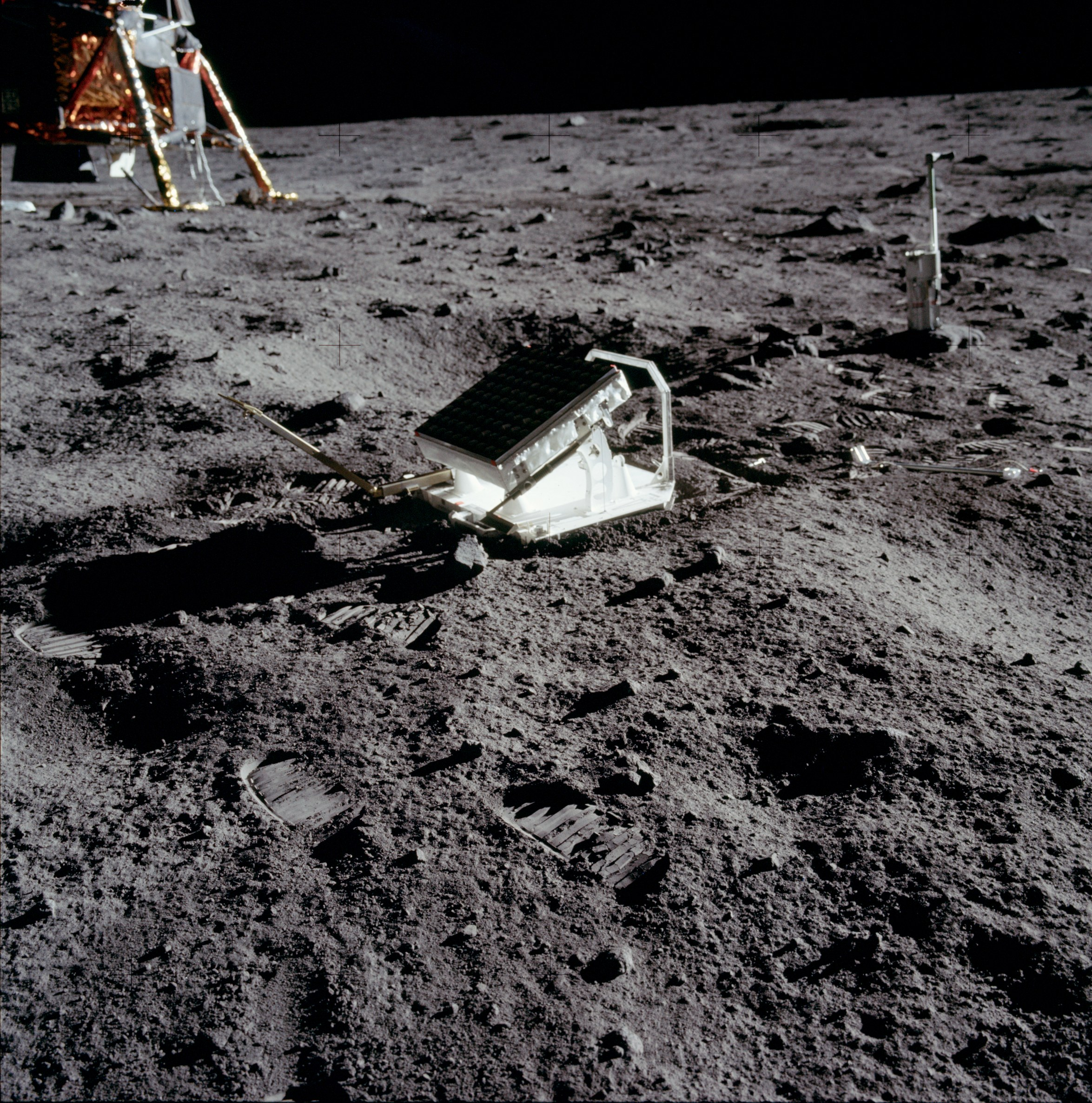
'تجربة المجال الليزري القمري من بعثة أبولو 11.

تجربة المجال الليزري القمري (بالإنجليزية: Lunar Laser Ranging experiment)‏ هي تجربة مستمرة تقيس المسافة بين الأرض والقمر باستخدام مدى الليزر. يصوب ليزر على الأرض إلى عواكس زرعت على سطح القمر خلال برنامج أبولو (أبولو 11،أبولو 14، وأبولو 15) وبعثتي لونوخود. ويتم حساب الوقت الذي يستغرقه الضوء المنعكس للعودة.
وقد أجريت أول اختبارات ناجحة في عام 1962 عندما نجح فريق من معهد ماساتشوستس للتكنولوجيا في رصد نبضات الليزر المنعكسة من سطح القمر باستخدام ليزر بطول نبض ملي ثانية. وتم الحصول على قياسات مماثلة في وقت لاحق من نفس العام من قبل فريق سوفياتي في مرصد القرم للفيزياء الفلكية باستخدام تشكيل نبضي كبير من ليزر ياقوتي . وقد تحققت دقة قياس أكبر بعد تركيب مجموعة عواكس في 21 يوليو 1969، من قبل طاقم بعثة أبولو 11، واثنين من صفائف عاكسة أخرى تركتها بعثتي أبولو 14 وأبولو 15 .

## تفاصيل
تحسب المسافة بين الأرض والقمر  التقريبية باستخدام هذه المعادلة:
المسافة= (سرعة الضوء × الوقت الذي يستغرقه الضوء المتعكس) / 2
في الواقع، رحلة الضوء ذهابا وإيابا تستغرق حوالي 2.5 ثانية ويتأثر هذا الزمن بموقع القمر في السماء، والحركة النسبية للأرض والقمر، ودوران الأرض، وميسان القمر، والطقس، والحركة القطبية، وتأخر الانتشار عبر غلاف الأرض الجوي، وحركة محطة الرصد بسبب الصفائح التكتونية والمد والجزر، وسرعة الضوء في أجزاء مختلفة من الهواء والتأثيرات النسبية. ومع ذلك، فقد تم قياس مسافة الأرض والقمر مع زيادة في الدقة لأكثر من 35 عاما. وهذة المسافة تتغير باستمرار لعدد من الأسباب، ولكن في المتوسط تبلغ حوالي 385,000.6 كم (239,228.3 ميل).

## النتائج
- القمر يتصاعد بعيدا عن الأرض بمعدل 3.8 سم في السنة[6] وقد وصف هذا المعدل بأنه مرتفع بشكل غير طبيعي.[7]
- قد يحتوي القمر على نواة سائلة تبلغ حوالي 20٪ من نصف قطر القمر.[8]
- قوة الجاذبية الكونية مستقرة جدا. وقد حددت التجارب التغيير في ثابت جاذبية نيوتن G عند (2±7)×10−13 في السنة[9]
- وقد تم استبعاد احتمال أي «تأثير نوردتفدت» (التسارع التفاضلي للقمر والأرض نحو الشمس الناجم عن درجات مختلفة من التراص) لدقة عالية[10][11]، مما يدعم بقوة مبدأ تعادل القوي.
- نظرية النسبية العامة تتوقع مدار القمر ضمن حدود الدقة الحسابية لقياسات تجربة المجال الليزري القمري.[8]
- وتؤدي حرية المقياس دورا رئيسيا في التفسير الفيزيائي الصحيح للآثار النسبية في نظام الأرض والقمر الذي يلاحظ مع تقنية المجال الليزري القمري.[12]

تتوفر بيانات تجربة المجال الليزري القمري في مركز تحلليل البيانات الليزرية القمرية في مرصد باريس. والمحطات النشطة.